# Sendangagung (Plaosan)
Sendangagung is een bestuurslaag in het regentschap Magetan van de provincie Oost-Java, Indonesië. Sendangagung telt 1637 inwoners (volkstelling 2010).